# هانا مونتانا
هانا مونتانا یک سریال تلویزیونی آمریکایی است که پخش آن در ۲۴ مارس ۲۰۰۶ در کانال دیزنی آغاز شد.
این مجموعه داستان زندگی دختری است که زندگی دوگانه‌ای را در روز به عنوان یک دختر نوجوان متوسط مدرسه‌ای با نام مایلی استوارت (با بازی مایلی سایرس) و در شب به عنوان یک خواننده پاپ مشهور به نام هانا مونتانا تجربه می‌کند. او هویت واقعی‌اش را از مردم، به غیر از خانواده و دوستانش مخفی می‌کند.
این مجموعه از سال ۲۰۰۷ تا سال ۲۰۱۰ نامزد دریافت جایزه امی برای برنامه‌های تلویزیونی سر شب شده‌است. هانا مونتانا: فیلم در ۱۰ آوریل ۲۰۰۹ در سینما به نمایش درآمد. فصل سوم این مجموعه در ۲ نوامبر ۲۰۰۸ آغاز و در ۱۴ مارس ۲۰۱۰ به پایان رسید. این مجموعه تا فصل چهارم که آخرین فصل آن به حساب می‌آید ادامه پیدا کرد. تولید فصل چهارم در ۱۸ ژانویه ۲۰۱۰ آغاز و در ۱۴ می ۲۰۱۰ به پایان رسید. فصل نهایی در ۱۱ ژوئیه ۲۰۱۰ به نمایش درآمد و تبدیل به آخرین کمدی موقعیت کانال دیزنی شد که بر اساس استاندارد با کیفیت بالایی تولید شد. فصل چهارم این مجموعه هانا مونتانا برای همیشه نامیده شد. یک ساعت پایانی هانا مونتانا برای همیشه در ۱۶ ژانویه ۲۰۱۱ به نمایش در می‌آید.

## شخصیت‌ها

### اصلی
- مایلی سایرس در نقش مایلی استوارت/هانا مونتانا
- امیلی آسمنت در نقش لیلی تراسکات/لولا لوفتناگل
- میتچل موسو در نقش اولیور اوکن/مایک استندلی سوم (فصل ۱ تا ۳ بازیگر اصلی، فصل ۴ بازیگر مهمان)
- جیسون ایرلز در نقش جکسون استوارت
- بیلی ری سایرس در نقش رابی استوارت
- مویسس اریاس در نقش ریکو سواو (فصل ۲ تا ۴ بازیگر اصلی، فصل ۱ بازیگر مهمان)

### مهمان
- بروک شیلد در نقش سوزان استوارت (مادر مایلی و جیسون)
- شانیکا ناولس در نقش آمبر آدیسون
- آنا ماریا پرز د تاگل در نقش اشلی دویت
- رومی دامس در نقش تراکی ون هورن
- هایلی چیس در نقش جوانی پالومبو
- دالی پارتن در نقش عمه دالی
- ویکی لارنس در نقش ماماو روثی
- فرانسیس کالیر در نقش روکسی
- کودی لینلی در نقش جیک رایان
- سلنا گومز در نقش میکایلا
- کوربین بلو در نقش جانی کولینز
- مورگان یورک در نقش سارا
- نوا سایرس در نقش دختر کوچک
- ارین متیوز در نقش کارن کانکل
- پاول وگ در نقش آقای دونتزیگ
- لیزا آرچ در نقش لیپوساکشن لیزا
- آندره کینی در نقش کوپر
- تئو اولیورز در نقش مکس
- آندره کالدول در نقش ثور
- گرگ بیکر در نقش آقای کورلی
- تأمین سورساک در نقش سینا
- کریستین تیلور در نقش پرستار لوری
- دراو روی در نقش جس

## قسمت ها
فصل ۱ : ۲۶ قسمت

فصل ۲ : ۲۹ قسمت

فصل ۳ : ۳۰ قسمت

فصل ۴ : ۱۳ قسمت

فیلم‌ها : ۱ فیلم (فیلم هانامونتانا)

## فیلم ها

### هانا مونتانا و مایلی سایرس: بهترین دو جهان
این فیلم، ویدیوهای اجراها و پشت صحنهٔ تور «بهترین دو جهان» در شهرهای مختلف جهان است که «والت دیزنی پیکچرز» این کنسرت را به عنوان یک دی وی دی Digital 3D در سال ۲۰۰۸ منتشر کرد.
در هفتهٔ اول اکران، با کسب ۳۱٫۱ میلیون دلار، شماره یک باکس آفیس شد و همین‌طور روی پردهٔ ۶۳۸ سینما رفت و در هر سینما ۴۲٬۰۰۰ دلار بدست آورد.

### فیلم هانا مونتانا
فیلم‌برداری این فیلم آمریکایی موزیکال، از فوریه ۲۰۰۸ آغاز و در در ماه ژوئیه به پایان رسید. و ۱۰ آوریل ۲۰۰۹ روی پرده سینماهای ایالات متحده آمریکا و کانادا رفت.

## دیسکو گرافی
| موسیقی متن - هانامونتانا (۲۰۰۶) - هانا مونتانا ۲/ملاقات با مایلی سایرس (۲۰۰۷) - موسیقی متن فیلم هانا مونتانا (۲۰۰۹) - هانا مونتانا ۳ (۲۰۰۹) - هانا مونتانا برای همیشه (۲۰۱۰) | بقیهٔ آلبوم ها - هانا مونتانا : پارتی رقص توقف ناپذیر (۲۰۰۸) - کنسرت بهترین دو جهان (۲۰۰۸) - ریمیکس بهترین آهنگ ها (۲۰۰۸) |

## جوایز و جشنواره ها
| aسال | جشنواره                                    | رده                                                                          | دریافت کننده                                                        | نتیجه    |
| ---- | ------------------------------------------ | ---------------------------------------------------------------------------- | ------------------------------------------------------------------- | -------- |
| ۲۰۰۶ | جوایز برگزیده نوجوانان                     | TV – Breakout Star                                                           | مایلی سایرس                                                         | نامزدشده |
| ۲۰۰۶ | انجمن آهنگسازان، پدیدآوران و ناشران آمریکا | Top Television Series                                                        | همگی دست اندرکاران هانا مونتانا                                     | برنده    |
| ۲۰۰۷ | Golden Icon Awards                         | Best New Comedy                                                              | همگی دست اندرکاران هانا مونتانا                                     | نامزدشده |
| ۲۰۰۷ | جایزه برگزیده کودکان نیکلودین              | Favorite Television Actress                                                  | مایلی سایرس                                                         | برنده    |
| ۲۰۰۷ | جوایز برگزیده نوجوانان                     | Choice TV Show: Comedy                                                       | همگی دست اندرکاران هانا مونتانا                                     | برنده    |
| ۲۰۰۷ | جوایز برگزیده نوجوانان                     | Favorite TV Actress                                                          | مایلی سایرس                                                         | برنده    |
| ۲۰۰۷ | Creative Arts Emmy                         | Outstanding Children's Program                                               | همگی دست اندرکاران هانا مونتانا                                     | نامزدشده |
| ۲۰۰۸ | جایزه برگزیده کودکان نیکلودین              | Favorite Television Actress                                                  | مایلی سایرس                                                         | برنده    |
| ۲۰۰۸ | جایزه برگزیده کودکان نیکلودین              | Favorite TV Show                                                             | همگی دست اندرکاران هانا مونتانا                                     | نامزدشده |
| ۲۰۰۸ | جایزه هنرمند جوان                          | Best Family Television Series                                                | همگی دست اندرکاران هانا مونتانا                                     | برنده    |
| ۲۰۰۸ | جایزه هنرمند جوان                          | Best Performance in a TV Series – Leading Young Actress                      | مایلی سایرس                                                         | برنده    |
| ۲۰۰۸ | جایزه هنرمند جوان                          | Best Performance in a TV Series – Recurring Young Actress                    | Ryan Newman                                                         | نامزدشده |
| ۲۰۰۸ | جایزه هنرمند جوان                          | Best Young Ensemble Performance in a TV Series                               | مایلی سایرس، امیلی آسمنت، میتچل موسو، موزز اریاس، کودی لینلی        | نامزدشده |
| ۲۰۰۸ | Gracie Allen Awards                        | Outstanding Female Lead – Comedy Series                                      | مایلی سایرس                                                         | برنده    |
| ۲۰۰۸ | جوایز برگزیده نوجوانان                     | Choice TV Actress-Comedy                                                     | مایلی سایرس                                                         | برنده    |
| ۲۰۰۸ | جوایز برگزیده نوجوانان                     | Choice TV Show-Comedy                                                        | همگی دست اندرکاران هانا مونتانا                                     | برنده    |
| ۲۰۰۸ | Creative Arts Emmy                         | Outstanding Children's Program                                               | همگی دست اندرکاران هانا مونتانا                                     | نامزدشده |
| ۲۰۰۸ | Television Critics Association Awards      | Outstanding Achievement in Children's Programing                             | همگی دست اندرکاران هانا مونتانا                                     | نامزدشده |
| ۲۰۰۸ | BAFTA Children's Awards                    | BAFTA Kid's Vote ۲۰۰۸                                                        | همگی دست اندرکاران هانا مونتانا                                     | برنده    |
| ۲۰۰۸ | انجمن آهنگسازان، پدیدآوران و ناشران آمریکا | Top Television Series                                                        | همگی دست اندرکاران هانا مونتانا                                     | برنده    |
| ۲۰۰۸ | Nickelodeon UK Kids' Choice Awards         | Favorite Female TV Star                                                      | مایلی سایرس                                                         | برنده    |
| ۲۰۰۹ | جایزه برگزیده کودکان نیکلودین              | Favorite TV Show                                                             | همگی دست اندرکاران هانا مونتانا                                     | نامزدشده |
| ۲۰۰۹ | جایزه برگزیده کودکان نیکلودین              | Favorite TV Actress                                                          | مایلی سایرس                                                         | نامزدشده |
| ۲۰۰۹ | 30th Young Artist Awards                   | Best Performance in a TV Series (Comedy or Drama) - Leading Young Actress    | مایلی سایرس                                                         | نامزدشده |
| ۲۰۰۹ | 30th Young Artist Awards                   | Best Performance in a TV Series (Comedy or Drama) - Supporting Young Actor   | موزز اریاس                                                          | نامزدشده |
| ۲۰۰۹ | 30th Young Artist Awards                   | Best Performance in a TV Series (Comedy or Drama) - Supporting Young Actress | امیلی آسمنت                                                         | نامزدشده |
| ۲۰۰۹ | Gracie Allen Awards                        | Outstanding Female Lead-Comedy Series                                        | مایلی سایرس                                                         | برنده    |
| ۲۰۰۹ | Creative Arts Emmy                         | Outstanding Children's Program                                               | همگی دست اندرکاران هانا مونتانا                                     | نامزدشده |
| ۲۰۰۹ | انجمن آهنگسازان، پدیدآوران و ناشران آمریکا | Top Television Series                                                        | همگی دست اندرکاران هانا مونتانا                                     | برنده    |
| ۲۰۰۹ | جایزه سینمایی ام‌تی‌وی                       | Best Song From A Movie                                                       | "The Climb" (From هانا مونتانا: فیلم soundtrack)                    | برنده    |
| ۲۰۰۹ | جایزه سینمایی ام‌تی‌وی                       | Breakthrough Performance Female                                              | The show film                                                       | نامزدشده |
| ۲۰۰۹ | جوایز برگزیده نوجوانان ۲۰۰۹                | Choice TV Actress: Comedy                                                    | مایلی سایرس                                                         | برنده    |
| ۲۰۰۹ | جوایز برگزیده نوجوانان ۲۰۰۹                | Choice TV Show: Comedy                                                       | همگی دست اندرکاران هانا مونتانا                                     | برنده    |
| ۲۰۰۹ | جوایز برگزیده نوجوانان ۲۰۰۹                | Choice Movie: Liplock                                                        | مایلی سایرس (On Hannah Montana: The Movie)                          | نامزدشده |
| ۲۰۰۹ | جوایز برگزیده نوجوانان ۲۰۰۹                | Choice Movie Actress: Music/Dance                                            | مایلی سایرس (On Hannah Montana: The Movie)                          | برنده    |
| ۲۰۰۹ | جوایز برگزیده نوجوانان ۲۰۰۹                | Choice Movie Hissy Fit                                                       | هانا مونتانا: فیلم cast and crew                                    | برنده    |
| ۲۰۰۹ | جوایز برگزیده نوجوانان ۲۰۰۹                | Choice Music: Single                                                         | "The Climb" (From Hannah Montana: The Movie soundtrack)             | برنده    |
| ۲۰۱۰ | Young Artist Awards                        | Best Performance in a TV Series (Comedy or Drama) - Leading Young Actress    | مایلی سایرس                                                         | نامزدشده |
| ۲۰۱۰ | Creative Arts Emmy                         | Outstanding Children's Program                                               | همگی دست اندرکاران هانا مونتانا                                     | نامزدشده |
| ۲۰۱۰ | Kids' Choice Awards Mexico                 | Personaje Internacional Femenino Favorito de una Serie                       | مایلی سایرس                                                         | نامزدشده |
| ۲۰۱۰ | جایزه برگزیده کودکان نیکلودین              | Favorite TV Actress                                                          | مایلی سایرس                                                         | نامزدشده |
| ۲۰۱۰ | جایزه برگزیده کودکان نیکلودین              | Favorite Movie Actress                                                       | مایلی سایرس (On هانا مونتانا: فیلم)                                 | برنده    |
| ۲۰۱۰ | انجمن آهنگسازان، پدیدآوران و ناشران آمریکا | Most Performed Song                                                          | "The Climb" (From Hannah Montana: The Movie soundtrack)             | برنده    |
| ۲۰۱۰ | MYX Music Awards                           | Favorite International Video                                                 | "The Climb" music video (From Hannah Montana: The Movie soundtrack) | نامزدشده |
| ۲۰۱۱ | 32nd Young Artist Awards                   | Best Performance in a TV Series (Recurring Young Actress Ten and Under)      | Mary-Charles Jones                                                  | نامزدشده |
| ۲۰۱۱ | 32nd Young Artist Awards                   | Best Performance in a TV Series (Guest Starring Young Actor 11-13)           | David Burrus                                                        | نامزدشده |
| ۲۰۱۱ | 2011 Kids' Choice Awards                   | Favorite TV Actress                                                          | مایلی سایرس                                                         | نامزدشده |
| ۲۰۱۱ | Kids' Choice Awards México                 | Favorite TV Program                                                          | همگی دست اندرکاران هانا مونتانا                                     | نامزدشده |

## پخش جهانی
هانا مونتانا در شبکه‌های زیر در سرتاسر دنیا پخش شده‌است:
| موقعیت                                                                                      | شبکه(ها)                                                 | زمان پخش اولین مجموعه        |
| ------------------------------------------------------------------------------------------- | -------------------------------------------------------- | ---------------------------- |
| جهان عرب                                                                                    | کانال دیزنی خاورمیانه                                    | ۲۴ مارس ۲۰۰۶                 |
| جهان عرب                                                                                    | ام‌بی‌سی۳                                                  | ۱۰ نوامبر ۲۰۰۷               |
| آرژانتین                                                                                    | کانال دیزنی آمریکای لاتین                                | ۲۰۰۶                         |
| آسیا - برونئی - هنگ کنگ - اندونزی - کره جنوبی - مالزی - فیلیپین - سنگاپور - تایلند - ویتنام | کانال دیزنی آسیا                                         | ۲۳ سپتامبر ۲۰۰۶              |
| آسیای جنوبی - بنگلادش - هند - پاکستان - سری‌لانکا                                            | کانال دیزنی هند                                          | ۲۳ سپتامبر ۲۰۰۶              |
| استرالیا                                                                                    | کانال دیزنی استرالیا                                     | ۷ اوت ۲۰۰۶                   |
| استرالیا                                                                                    | شبکه هفت                                                 | ۷ آوریل ۲۰۰۷                 |
| لتونی لیتوانی استونی                                                                        | کانال دیزنی اسکاندیناوی                                  | ۲۹ سپتامبر ۲۰۰۶              |
| بلژیک                                                                                       | وی‌تی۴ کانال دیزنی (هلند و بلژیک)                         | ۳ سپتامبر ۲۰۰۷ ۱ نوامبر ۲۰۰۹ |
| برزیل                                                                                       | کانال دیزنی آمریکای لاتین                                | ۲۶ نوامبر ۲۰۰۶               |
| برزیل                                                                                       | رید گلوبو                                                | ۵ آوریل ۲۰۰۸                 |
| بلغارستان                                                                                   | جتیکس (رومانی و روسیه)                                   | ۱۵ اوت ۲۰۰۸                  |
| بلغارستان                                                                                   | بی‌ان‌تی ۱                                                 | March ۲۸, ۲۰۰۹               |
| بلغارستان                                                                                   | کانال دیزنی بلغارستان                                    | ۱۸ سپتامبر ۲۰۰۹              |
| قبرس                                                                                        | بنگاه سخن‌پراکنی قبرس                                     | ۱ اکتبر ۲۰۰۹                 |
| کانادا                                                                                      | خانوادگی (کانال تلویزیونی)                               | ۴ اوت ۲۰۰۶                   |
| شیلی                                                                                        | کانال دیزنی آمریکای لاتین                                | ۱۱ نوامبر ۲۰۰۶               |
| شیلی                                                                                        | کانال ۱۳                                                 | ۲۰ آوریل ۲۰۰۷                |
| چین                                                                                         | کانال جهانی شانگهای                                      | ۳۰ ژوئن ۲۰۰۸                 |
| کلمبیا                                                                                      | کانال دیزنی آمریکای لاتین                                | ۱۲ نوامبر ۲۰۰۶               |
| جمهوری چک                                                                                   | جتیکس                                                    | ۲۰۰۸                         |
| دانمارک                                                                                     | کانال دیزنی دانمارک                                      | ۲۹ سپتامبر ۲۰۰۶              |
| دانمارک                                                                                     | دی‌آر ۱                                                   | ژانویه ۲۰۰۷                  |
| جمهوری دومینیکن                                                                             | کانال دیزنی آمریکای لاتین                                | ۱۲ نوامبر ۲۰۰۶               |
| فنلاند                                                                                      | کانال دیزنی اسکاندیناوی                                  | ۲۹ فوریه ۲۰۰۸                |
| فرانسه                                                                                      | کانال دیزنی فرانسه                                       | ۳ اکتبر ۲۰۰۶                 |
| آلمان                                                                                       | کانال دیزنی آلمان                                        | ۲۳ سپتامبر ۲۰۰۶              |
| آلمان                                                                                       | سوپر آرتی‌ال                                              | ۲۴ سپتامبر ۲۰۰۷              |
| یونان                                                                                       | کانال دیزنی یونان                                        | ۳۱ اکتبر ۲۰۰۹                |
| ایسلند                                                                                      | آریووی                                                   | ۲۰۰۷                         |
| ایرلند                                                                                      | آرتی‌ئی دو, کانال دیزنی                                   | ۶ مه ۲۰۰۶                    |
| اسرائیل                                                                                     | آرتوز هایلادیم جتیکس (اسرائیل) کانال دیزنی اسرائیل       | ۶ ژوئن ۲۰۰۷ ۲۰۰۹             |
| ایتالیا                                                                                     | کانال دیزنی ایتالیا                                      | ۲۱ سپتامبر ۲۰۰۶              |
| ژاپن                                                                                        | کانال دیزنی ژاپن                                         | ۱۴ اکتبر ۲۰۰۶                |
| ژاپن                                                                                        | تلویزیون توکیو                                           | ۵ اکتبر ۲۰۰۷                 |
| لبنان                                                                                       | تلویزیون آینده                                           | ژانویه ۲۰۰۹                  |
| جمهوری مقدونیه                                                                              | تلویزیون آ۱                                              | ۲۹ سپتامبر ۲۰۰۸              |
| مکزیک                                                                                       | کانال دیزنی آمریکای لاتین                                | ۱۲ نوامبر ۲۰۰۶               |
| مکزیک                                                                                       | آزتکا ۷                                                  | ۶ ژوئیه ۲۰۰۷                 |
| مولداوی                                                                                     | کانال دیزنی رومانی                                       | ۱۸ سپتامبر ۲۰۰۹              |
| هلند                                                                                        | جتیکس هلند                                               | ۱۷ مه ۲۰۰۸                   |
| هلند                                                                                        | کانال دیزنی (هلند و بلژیک)                               | ۹ اکتبر ۲۰۰۹                 |
| نیوزیلند                                                                                    | کانال دیزنی نیوزیلند کانال چهار نیوزیلند تلویزیون استیکی | ۷ اوت ۲۰۰۶                   |
| نروژ                                                                                        | کانال دیزنی اسکاندیناوی                                  | ۲۹ سپتامبر ۲۰۰۶              |
| پاکستان                                                                                     | کانال دیزنی                                              | ۲۴ مارس ۲۰۰۶                 |
| پاکستان                                                                                     | کانال دیزنی خاورمیانه                                    | ۲۴ مارس ۲۰۰۶                 |
| پاکستان                                                                                     | کانال دیزنی هند                                          | ۲۳ سپتامبر ۲۰۰۶              |
| پاکستان                                                                                     | جتیکس پاکستان                                            | ۵ ژانویه ۲۰۰۸                |
| پاکستان                                                                                     | جی‌ای‌او کیدز                                              | نوامبر ۲۰۰۸                  |
| پاکستان                                                                                     | ویکید پلاس                                               | ۱۲ ژانویه ۲۰۰۹               |
| پاناما                                                                                      | کانال دیزنی آمریکای لاتین                                | ۱۲ نوامبر ۲۰۰۶               |
| پاناما                                                                                      | تل ۷                                                     | ۲ ژانویه ۲۰۰۸                |
| پرو                                                                                         | کانال دیزنی آمریکای لاتین                                | ۱۱ نوامبر ۲۰۰۶               |
| لهستان                                                                                      | کانال دیزنی لهستان                                       | ۲ دسامبر ۲۰۰۶                |
| پرتغال                                                                                      | کانال دیزنی پرتغال                                       | ۲۰۰۶                         |
| کبک                                                                                         | وی‌آرای‌کا.تی‌وی                                            | ۱۸ ژوئن ۲۰۰۸                 |
| رومانی                                                                                      | تی‌وی‌آر ۱                                                 | ۳ ژوئیه ۲۰۰۷                 |
| رومانی                                                                                      | جتیکس (رومانی و روسیه)                                   | ۱۵ اوت ۲۰۰۸                  |
| رومانی                                                                                      | کانال دیزنی رومانی                                       | ۱۸ سپتامبر ۲۰۰۹              |
| روسیه                                                                                       | اس‌تی‌اس (روسیه)                                           | ۱ سپتامبر ۲۰۰۸               |
| روسیه                                                                                       | کانال دیزنی روسیه                                        | ۱۰ اوت ۲۰۱۰                  |
| آفریقای جنوبی                                                                               | کانال دیزنی آفریقای جنوبی                                | ۲۹ سپتامبر ۲۰۰۶              |
| صربستان                                                                                     | جتیکس دیزنی ایکس‌دی                                       | ۲۰۰۸                         |
| صربستان                                                                                     | رادیو تلویزیون صربستان                                   | دسامبر ۲۰۱۰                  |
| اسلوونی                                                                                     | کانال آ                                                  | اکتبر ۲۰۰۸                   |
| جمهوری اسلواکی                                                                              | اس‌تی‌وی ۱                                                 | مه ۲۰۰۷                      |
| جمهوری اسلواکی                                                                              | جتیکس                                                    | ژوئن ۲۰۰۷                    |
| اسپانیا                                                                                     | کانال دیزنی اسپانیا                                      | ژانویه ۲۰۰۷                  |
| سوئد                                                                                        | کانال دیزنی اسکاندیناوی اس‌وی‌تی                           | ۲۹ سپتامبر ۲۰۰۶              |
| ترینیداد و توباگو                                                                           | تلویزیون سی‌ان‌سی۳                                         | نوامبر ۲۰۰۸                  |
| ترینیداد و توباگو                                                                           | کانال دیزنی                                              | ۲۴ مارس ۲۰۰۶                 |
| تایوان                                                                                      | کانال دیزنی تایوان                                       | ۴ نوامبر ۲۰۰۶                |
| ترکیه                                                                                       | دیجی‌ترک                                                  | ۲۹ آوریل ۲۰۰۷                |
| ترکیه                                                                                       | کانال دیزنی ترکیه                                        | ۲۹ آوریل ۲۰۰۷                |
| اوکراین                                                                                     | کانال نووی                                               | ۲۳ فوریه ۲۰۱۰                |
| بریتانیا                                                                                    | کانال دیزنی بریتانیا                                     | ۶ مه ۲۰۰۶                    |
| بریتانیا                                                                                    | سی‌آی‌تی‌وی                                                 |                              |
| ایالات متحده آمریکا                                                                         | کانال دیزنی                                              | ۲۴ مارس ۲۰۰۶                 |
| ایالات متحده آمریکا                                                                         | ای‌بی‌سی کودکان (آمریکا)                                   |                              |